# На воле (альбом)
На воле — третий сольный альбом украинской певицы Анны Седоковой, выпущенный лейблом Media Land.

## Об альбоме
В альбом вошли 9 новых треков, которые были впервые услышаны на закрытой презентации 16 ноября 2017 года в ресторане Modus в Москве. Также вошли уже выпущенные ранее треки «Не твоя вина», «Увлечение» и ремикс на него. 20 ноября альбом вышел на цифровых носителях.
Через два дня после официального релиза альбом занял вторую строчку российского iTunes.
Я знаю, о чем пишу, — я сама не раз ощущала себя птицей, запертой в золотую клетку, боялась осуждения, притворялась той, кем никогда не являлась — в общем, была несчастна, хотя окружающим казалось, что у меня все хорошо. Освободившись от предрассудков и комплексов, я стала по-настоящему счастливой и теперь хочу помочь обрести счастье другим с помощью этого альбома, ведь, как известно, музыка лечит. Но мой альбом «На воле» — это не только качественная, хорошая, современная музыка. Это ещё и смелые, дерзкие, откровенные, а где-то резкие тексты, которыми я очень горжусьАнна Седокова

## Список композиций
| №                   | Название                                  | Длительность |
| ------------------- | ----------------------------------------- | ------------ |
| 1.                  | «С чистого листа»                         | 3:09         |
| 2.                  | «Ты моё счастье»                          | 4:08         |
| 3.                  | «Не твоя вина»                            | 3:38         |
| 4.                  | «На воле»                                 | 3:35         |
| 5.                  | «Не забывай»                              | 3:34         |
| 6.                  | «Химия»                                   | 3:42         |
| 7.                  | «Магнитные глаза (feat. Артём Пивоваров)» | 3:55         |
| 8.                  | «Увлечение»                               | 3:38         |
| 9.                  | «Нелегальная»                             | 3:08         |
| 10.                 | «Лучшая ночь»                             | 3:53         |
| 11.                 | «Я всегда рядом»                          | 3:47         |
| 12.                 | «Увлечение (Teejay Remix)»                | 3:54         |
| Общая длительность: | Общая длительность:                       | 43:18        |

## Критика
Оценивая уже третий альбом Анны Седоковой, Алексей Мажаев, обозреватель информационного портала InterMedia, вновь поставил 3 звезды из пяти возможных. Критик строго заявил, что наличие нового альбома никак не повлияет на запоминание песен Анны, да и для того, чтобы «штурмовать вершины хит-парадов, нужно использовать сексуальную внешность в сочетании с более хитовыми произведениями». Но Мажаев считает, что альбом «слушать довольно приятно» и слушатель может попасть «под чары успокоительно-убаюкивающего воркования певицы». Роман Кладиков с сайта muzstyle.net отметил влияние на звучание пластинки жанра дип-хаус, сравнив альбом с работами российской певицы Елены Темниковой, а также отметив, что подобные музыкальные эксперименты Седоковой «идеально сочетаются с её голосом».

## Награды и номинации
| Год  | Награда         | Номинация                 | Номинированная работа | Результат |
| ---- | --------------- | ------------------------- | --------------------- | --------- |
| 2018 | «Премия RU.TV»  | «Самое сексуальное видео» | «Увлечение»           | Номинация |
| 2018 | «Премия Муз-ТВ» | «Лучшее женское видео»    | «Не твоя вина»        | Номинация |